# Un homme en fuite (film, 1980)
Pour l’article homonyme, voir Un homme en fuite (film, 2024).
Pour plus de détails, voir Fiche technique et Distribution.
Un homme en fuite est un film franco-suisse réalisé par Simon Edelstein et sorti en 1980.

## Synopsis
Véronique (Malène Sveinbjornsson ) a douze ans, son père est égoïste et indifférent avec elle. Un matin banal elle quitte sa maison. Elle fugue. En même temps, à l'autre bout de la ville de Genève, Pierre Duchamps (Roger Jendly) perd son argent autour d'une table de poker. Chômeur et désespéré il fuit lui aussi. Tous les deux sont en cavale. 
Duchamps est le témoin d’un crime (et peut-être le coupable ?). Après avoir été incarcéré, il est remis en liberté provisoire. Lorsque Duchamps et Véronique se rencontrent, elle est la seule qui pourrait le disculper d'un meurtre qu'il n'a pas commis.  
Tous les deux s'installent dans une maison isolée et ils entament un jeu entre la réalité et le cauchemar qui leur deviendra bientôt indispensable. Ils décideront de poursuivre ensemble leur «Fuite en avant». 

## Fiche technique
- Titre : Un homme en fuite
- Réalisation : Simon Edelstein
- Scénario : Guy de Belleval et Simon Edelstein
- Producteur  : Claude Richardet
- Photographie : Hans Liechti
- Décors : Claude Chevant
- Son : Pierre Lorrain
- Musique : Pierre Jansen
- Montage : Martine Barraqué et Elizabeth Waelchli
- Production : Action Films - Télévision suisse romande - Video Programs
- Pays d'origine :  Suisse -  France
- Genre : Thriller
- Durée : 92 minutes
- Date de sortie : Suisse - 9 mai 1980

## Distribution
- Roger Jendly : Pierre Duchamps
- Malène Sveinbjornsson : Véronique
- Jaroslav Vízner : le commissaire Fabien
- Maurice Aufair : le commissaire Varlet
- Florence Giorgetti : Elisabeth

## Distinctions
- Le film Un homme en fuite a reçu le Prix spécial au Festival du mystère de Cattolica et le Prix de la mise en scène au Festival de Brest [2]
- Malène Sveinbjornsson a obtenu le prix d'interprétation féminine au Festival du film de Mystère de Cattolica (Italie)[3].
- Prime à la qualité de l’Office Fédéral de la Culture (1980).
- Sélection au Festival Filmex de Los Angeles (1980) [4].